# Llac Khakh
El llac Khakh ((kazakh) Үлкен Қақ) és un llac que està situat al districte rural de Moskvoretskoie Districte de Timiriazev a la Província del Kazakhstan Septentrional del Kazakhstan. Es troba a 59 km al sud-oest del poble de Dmitrievka i 10 km al sud-est del poble de Moskvoretskoie. El torrent flueix cap al llac.
Segons un estudi topogràfic de la dècada de 1940, la superfície del llac és de 52,24 km². La longitud màxima del llac és de 9,3 km i l'amplada màxima és de 7,3 km. La línia de costa és de 31 km, el desenvolupament del litoral - 1,2. El llac està situat a una altitud de 163,7 m sobre el nivell del mar.